# Anolis cristifer
Anolis cristifer е вид влечуго от семейство Dactyloidae.

## Разпространение
Видът е разпространен в Гватемала и Мексико.